# Gyonam-dong
Gyonam-dong (koreanska: 교남동) är en stadsdel i stadsdistriktet Jongno-gu i Sydkoreas huvudstad Seoul. 